# Alphonse de Lamartine

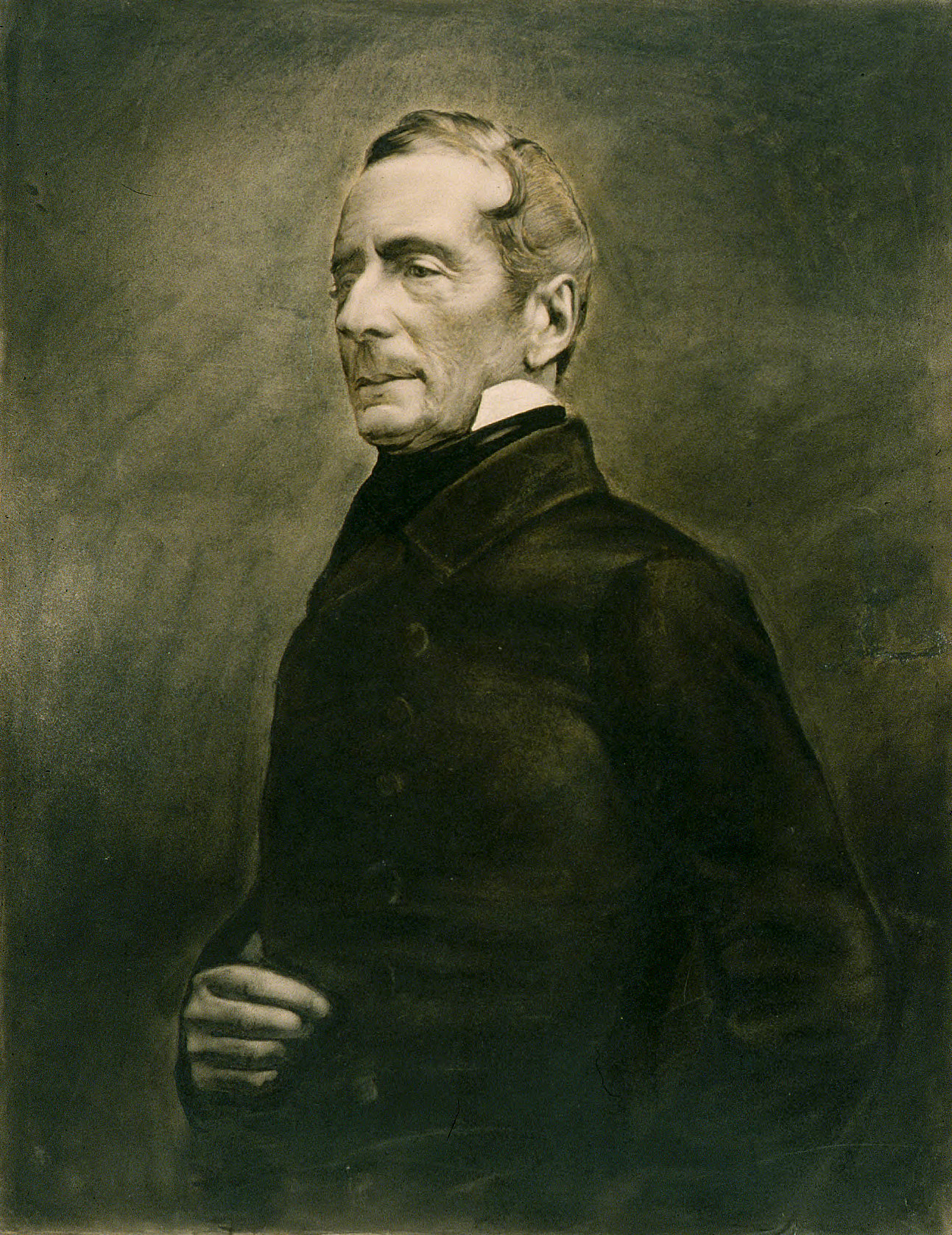
Alphonse de Lamartine

Alphonse Marie Louis Prat de Lamartine (* 21. Oktober 1790 in Mâcon; † 28. Februar 1869 in Paris) war ein französischer Schriftsteller und Politiker. Sein Platz in der Literaturgeschichte ist hauptsächlich der eines Lyrikers.

## Leben und Schaffen

### Die jüngeren Jahre

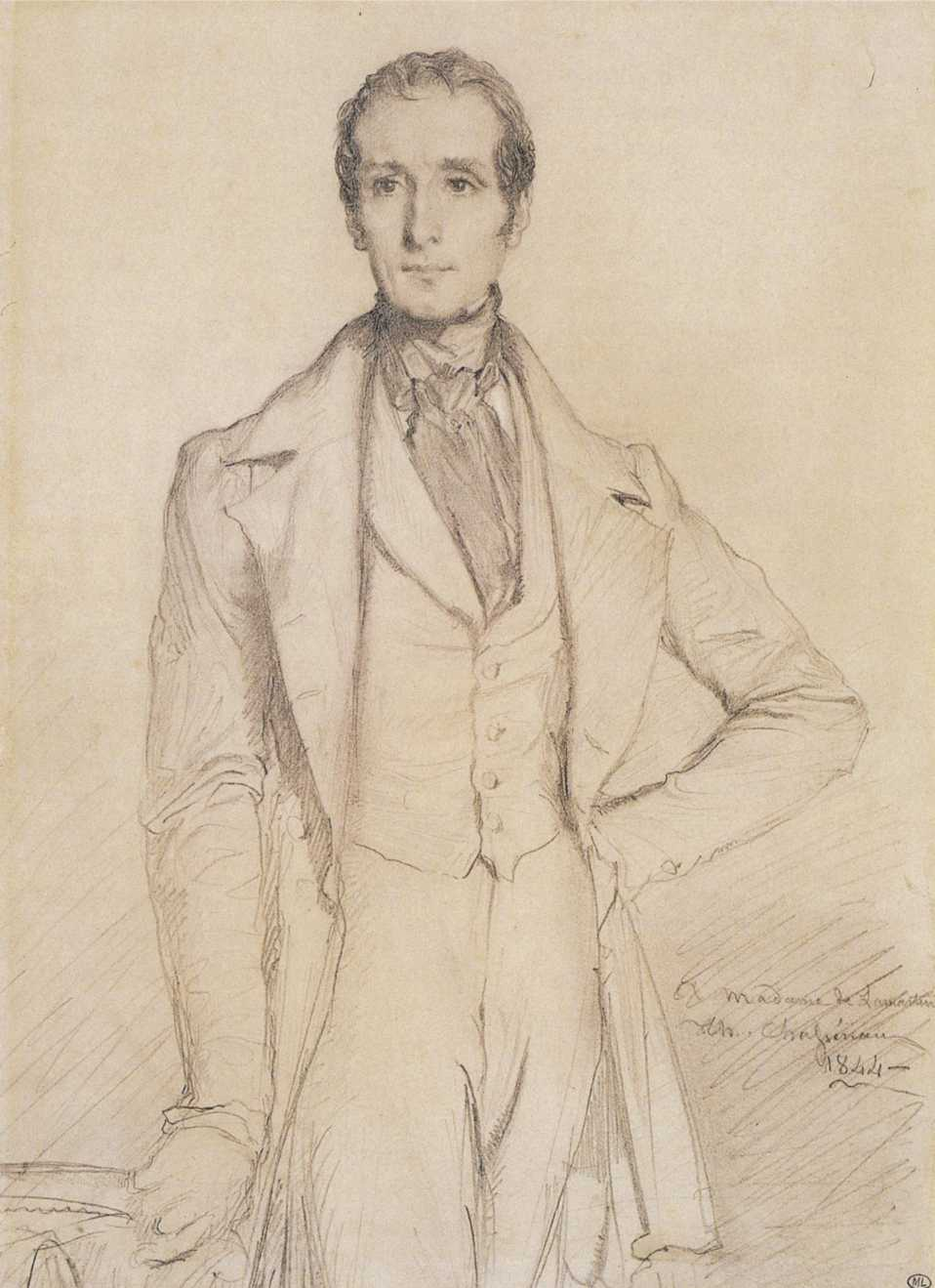
Alphonse de Lamartine by Théodore Chassériau

Lamartine war das älteste Kind und der einzige Sohn einer Familie aus dem niederen Landadel. Seine Kindheit verlebte er, hauptsächlich von seiner gläubigen katholischen Mutter erzogen, in Mâcon und auf dem Landgut der Familie in Milly. Seine Schulzeit verbrachte er in einem Internat in Lyon, von wo er zwölfjährig ausriss, und an einem ehemaligen Jesuitenkolleg in Belley. Da seine Eltern nicht wollten, dass er nach der Schulausbildung in den Armeen Napoleons diene, bezahlten sie einen Stellvertreter (was offiziell erlaubt war) und hielten ihren Sohn auch von einer möglichen Beamtenlaufbahn ab. So blieb Lamartine als junger Landedelmann zunächst im Elternhaus. 1811/12 unternahm er mit einem Freund eine Bildungsreise nach Italien. Insbesondere hielt er sich länger in Rom und Neapel auf. Eine Liebesromanze mit einem Mädchen namens Antoniella verarbeitete er später in seinem Roman Graziella.
Im Jahr 1812 wurde Lamartine Bürgermeister von Milly und reiste erstmals nach Paris. 1814, nach der Abdankung Napoleons und der Rückkehr der Bourbonen, diente er Ludwig XVIII. als Gardeoffizier in Beauvais und Paris. Napoleons Herrschaft der Hundert Tage von März bis Juni 1815 verbrachte Lamartine in der Schweiz und Savoyen. Im Herbst 1815 gab er die militärische Laufbahn endgültig auf und lebte fortan als Privatier in Milly.

### Die Anfänge als Lyriker und der erste Erfolg
Im Oktober 1816 verliebte Lamartine sich in Aix-les-Bains in die tuberkulosekranke Madame Julie Charles, der er nach Paris folgte, wo er in ihrem literarischen Salon verkehrte. Zu erneuten Kuraufenthalt in Aix kam es nicht mehr, da Madame Charles wenig später starb. Lamartine besang die Erinnerung an „Elvire“, wie er sie nun nannte, in wehmütigen Versen, etwa in den oft in Schulbüchern abgedruckten Gedichten L’Isolement, Le Lac und Le Temple. Nach seiner Rückkehr nach Milly stellte er 1818 eine Tragödie mit dem Titel Saul fertig, die jedoch von keinem Theater angenommen wurde.
Anfang 1819 wurde er auf der Hochzeit einer seiner Schwestern der reichen protestantischen Engländerin Mary-Anne Birch vorgestellt. Nachdem er sie im Spätsommer wiedersah, hielt er um ihre Hand an und heiratete sie ein Jahr später.
Anfang 1820 erkrankte Lamartine schwer und näherte sich wieder der Frömmigkeit seiner Kindheit an, jedoch im Sinne eines katholisierten Pantheismus. Im März veröffentlichte er einen Sammelband mit Gedichten der vorangegangene Jahren: Méditations poétiques. Einflüsse der Vertreter der englischen Empfindsamkeit und frühromantischen Naturdichtung sowie Rousseaus sind darin unverkennbar. Die Texte fanden beim Publikum Gefallen und machte Lamartine schlagartig bekannt. Der Band erlebte neun Auflagen in zweieinhalb Jahren. Der Erfolg seiner Publikation bedeutete den Durchbruch der romantischen Lyrik in Frankreich, das heißt einer Lyrik, die sich nicht mehr vorwiegend an den gebildeten Intellekt und Schönheitssinn richtete, sondern Leidenschaften und Stimmungen, erotische und religiöse Sehnsüchte, Träumerei und Natureindrücke bedichtete und vor allem das Gefühl ansprechen wollte.

### Als Diplomat im Dienste Ludwigs XVIII.
Kurz nach seiner Hochzeit im Sommer 1820 ging Lamartine als Botschaftsattaché mehrere Monate nach Neapel, in die Hauptstadt des gleichnamigen Königreichs. Auf der Rückreise Anfang 1821 kam in Rom sein Sohn Alphonse zur Welt, der 1822 starb, kurz nachdem in Mâcon Lamartines zweites Kind, Julie, geboren war. 1823 versuchte Lamartine mit dem Bändchen Nouvelles méditations an den Erfolg seiner ersten Gedichtsammlung anzuknüpfen. Das Jahr 1824 war ein dunkles Jahr für ihn: Seine beiden Schwestern starben kurz nacheinander, seine Kandidatur auf Mitgliedschaft in der Académie française scheiterte.
1825 trat er wieder in den diplomatischen Dienst ein und war zweieinhalb Jahre Legationssekretär in Florenz, der Hauptstadt des Herzogtums Toscana. Während eines Paris-Besuchs im Sommer 1829 lernte er François-René de Chateaubriand kennen und trat in Kontakt mit dem jungen Victor Hugo und dessen Kreis.
Ende 1829 wurde er in die Académie française gewählt und Anfang 1830 darin aufgenommen. Im Frühsommer kam sein Gedichtband Harmonies poétiques et religieuses heraus, der seinen Ruf eines Chefs der jungen romantischen Schule bestätigte. Nach der Julirevolution und der Abdankung von König Karl X. 1830 quittierte er den diplomatischen Dienst, da er den „Bürgerkönig“ Louis-Philippe nicht als rechtmäßigen Herrscher betrachtete. Er beschloss, Abgeordneter zu werden, scheiterte jedoch bei den Wahlen zur Nationalversammlung 1831, obwohl er in drei Wahlkreisen zugleich kandidierte.

### Orientreise und Abgeordnetenamt

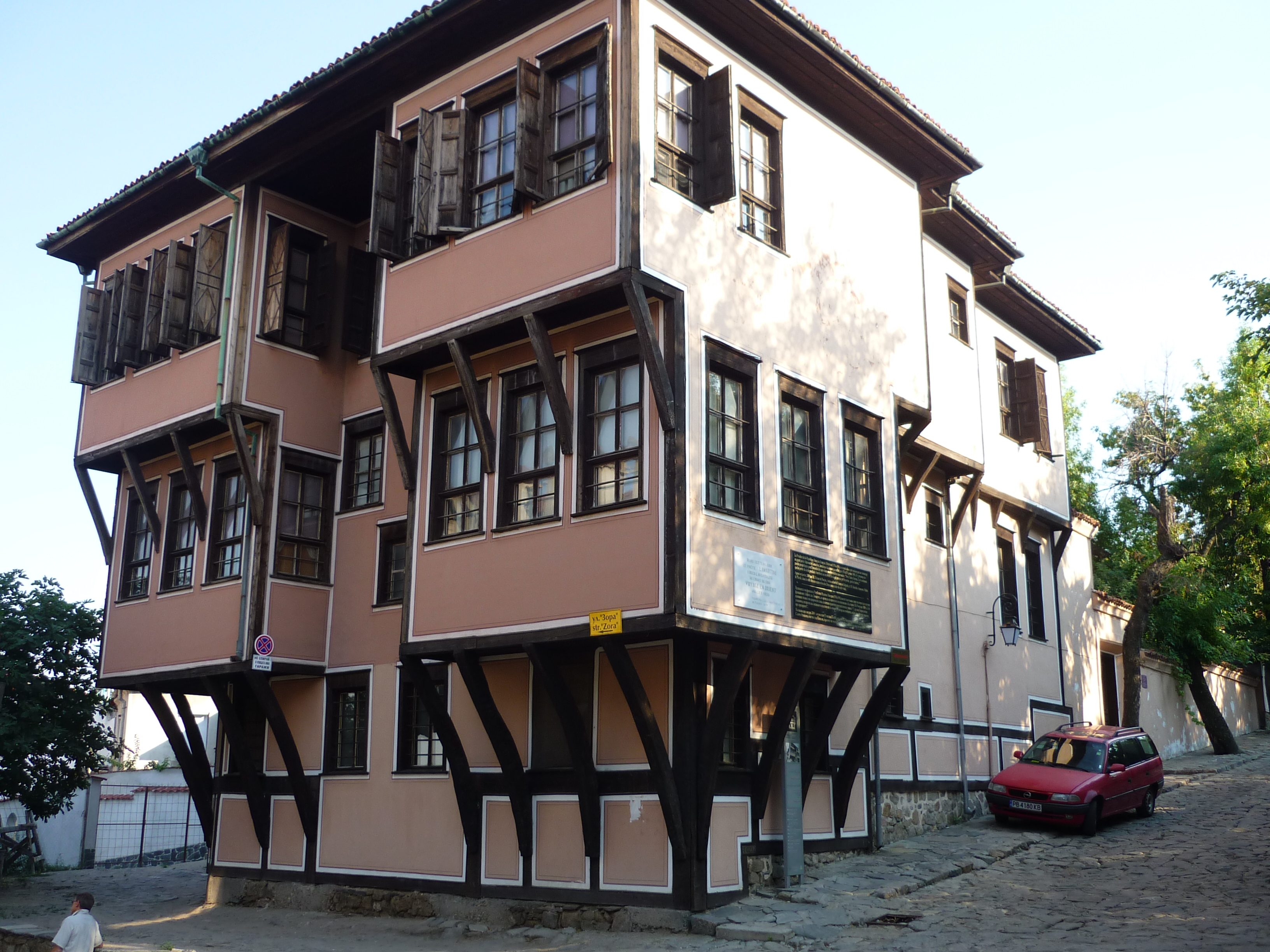
Lamartines Haus in Plowdiw, Osmanisches Bulgarien.

Enttäuscht unternahm er 1832/33 auf einem eigenen Schiff mit seiner Familie, Domestiken und Freunden eine ihn prägende „Orientreise“ und durchstreifte 1832 Palästina. In Beirut erkrankte und starb seine zehnjährige Tochter. Seine Eindrücke verarbeitete er in der umfangreichen Reportage Voyage en Orient, die 1835 erschien.
Im Jahr 1833 wurde er, noch vor seiner Heimkehr, in einem nordfranzösischen Wahlkreis in einer Nachwahl zum Abgeordneten gewählt. Von 1838 bis 1848 war er, mehrmals wiedergewählt, Abgeordneter seines heimatlichen Wahlkreises mit der Stadt Mâcon. Lamartine war zunächst ein latent oppositioneller Einzelkämpfer im Parlement, der sich der entstehenden katholischen Soziallehre verpflichtet fühlte. Trotz einer patriarchalischen, konservativen Grundeinstellung zeigte er sich aufgeschlossen gegenüber humanitären und sozialen Fragen seiner Zeit, insbesondere für das Problem der Armut und der Proletarisierung der rasch wachsenden Städte.

### Der Epiker und Historiker
Seit 1831 arbeitete Lamartine an einem Epos in Alexandrinern. 1836 und 1838 veröffentlichte er daraus zwei längere Stücke,Jocelyn und La Chute d’un ange. Jocelyn, die zur Revolutionszeit spielende traurig-sentimentale Geschichte eines jungen Mannes, der seine Liebe aufgibt, um Priester und ein selbstloser Menschenfreund zu werden, hatte beachtlichen Erfolg. La Chute d’un ange hingegen erwies sich als Ladenhüter, sodass Lamartine auf den Abschluss des Werkganzen verzichtete. 1839 publizierte er den Gedichtband Recueillements poétiques. Als Reaktion auf die antifranzösische Stimmung in Deutschland, die von Ernst Moritz Arndt, Georg Herwegh und namentlich Nikolaus Becker („Rheinlied“) geschürt wurde, schrieb er 1841 eine „Marseillaise des Friedens“ in der Hoffnung, der Rhein möge beide Völker verbinden.

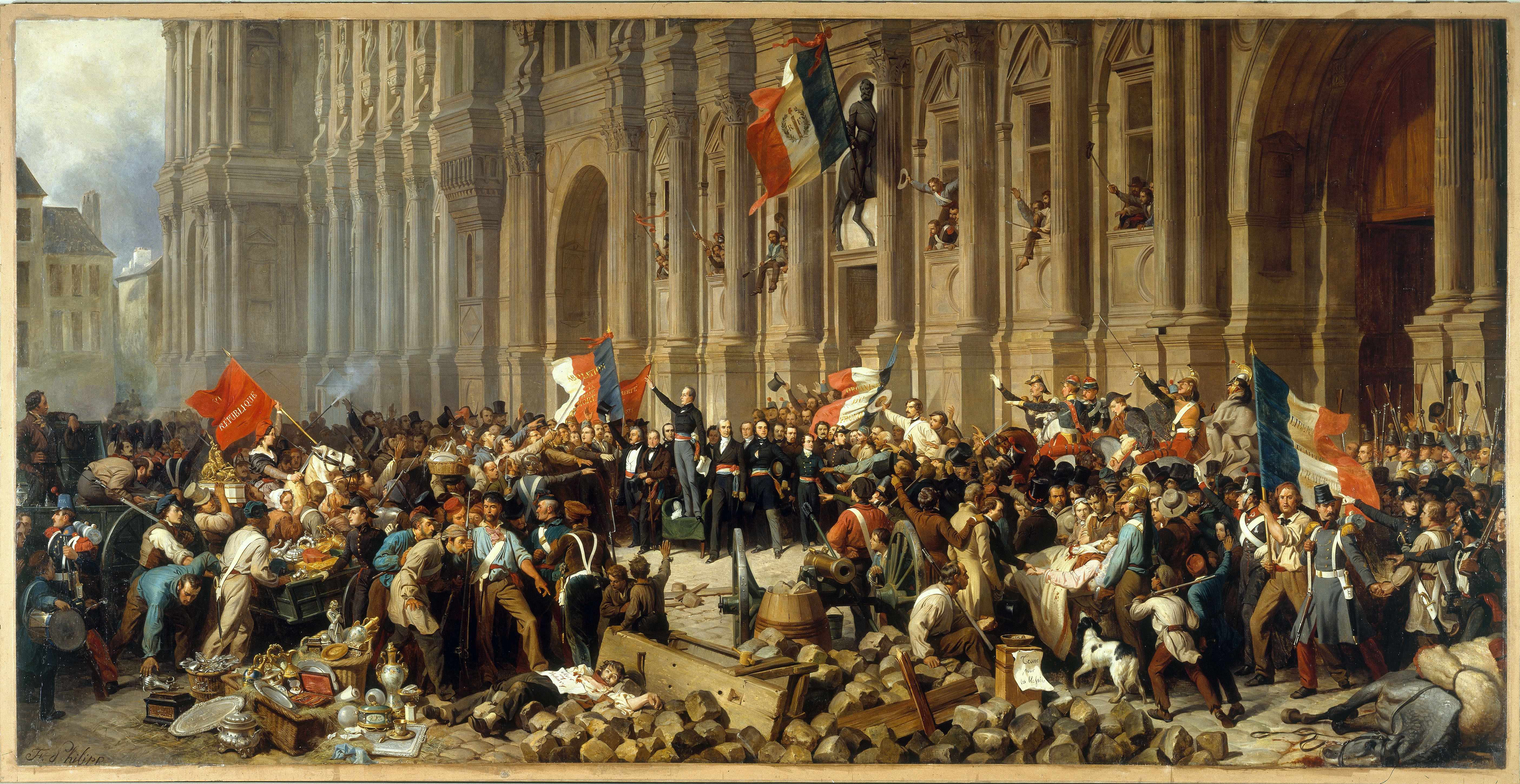
Alphonse de Lamartine (Bildmitte, mit erhobenem Arm) verwehrt am 25. Februar 1848 Sozialrevolutionären mit der Roten Fahne das Eindringen ins Pariser Rathaus (Ölgemälde von Henri Félix Emmanuel Philippoteaux)

Im Jahr 1843 brach Lamartine mit dem plutokratischen Regime Louis-Philippes I. und wandelte sich zum oppositionellen Republikaner und gefürchteten politischen Redner. Er begann seine monumentale Histoire des Girondins (gedruckt 1847), eine Geschichte der Partei der gemäßigten Revolutionäre zwischen 1791 und 1794. Nach Auffassung Walter Grabs ist das Werk eine „romantisierende Verklärung der Revolution mit zahlreichen Irrtümern und Erfindungen“.

### Höhepunkt und Ende seines politischen Engagements
Nach der Februarrevolution 1848, zu deren Ausbruch er mit seinen Reden beigetragen hatte, wurde Lamartine Außenminister und Kopf der provisorischen Regierung Frankreichs. Im April wurde er zum Mitglied der verfassungsgebenden Versammlung der Zweiten Republik gewählt. Die politische Praxis lag Lamartine jedoch nicht, und machtbewusstere Kollegen wie der General Louis-Eugène Cavaignac drängten sich während des Juni-Aufstandes der Pariser Arbeiter in den Vordergrund. Als er Ende 1848 für das neue Amt des Staatspräsidenten kandidierte, unterlag er gegen Louis Napoléon Bonaparte, den künftigen Kaiser Napoléon III.
Danach wurde Lamartine 1849 nochmals zum Abgeordneten gewählt, doch mit dem Staatsstreich Bonapartes Ende 1851 war seine politische Rolle beendet. Durch seine Wahlkampagnen verarmt (1860 z. B. musste er das Landgut seiner Familie in Milly verkaufen), lebte er mit Mühe von seiner schriftstellerischen Tätigkeit, u. a. von den mehrbändigen autobiografischen Confidences („Vertrauliche Geständnisse“, 1849–51), historischen Sachbüchern, einigen sozial engagierten Romanen (z. B. Geneviève, Histoire d’une servante, „G., Geschichte eines Dienstmädchens“, 1851) und seinem von 1856 bis 1869 monatlich in einer Zeitschrift erscheinenden Cours familier de littérature („Allgemeinverständlicher Literaturkurs“).

### Die letzten Jahre

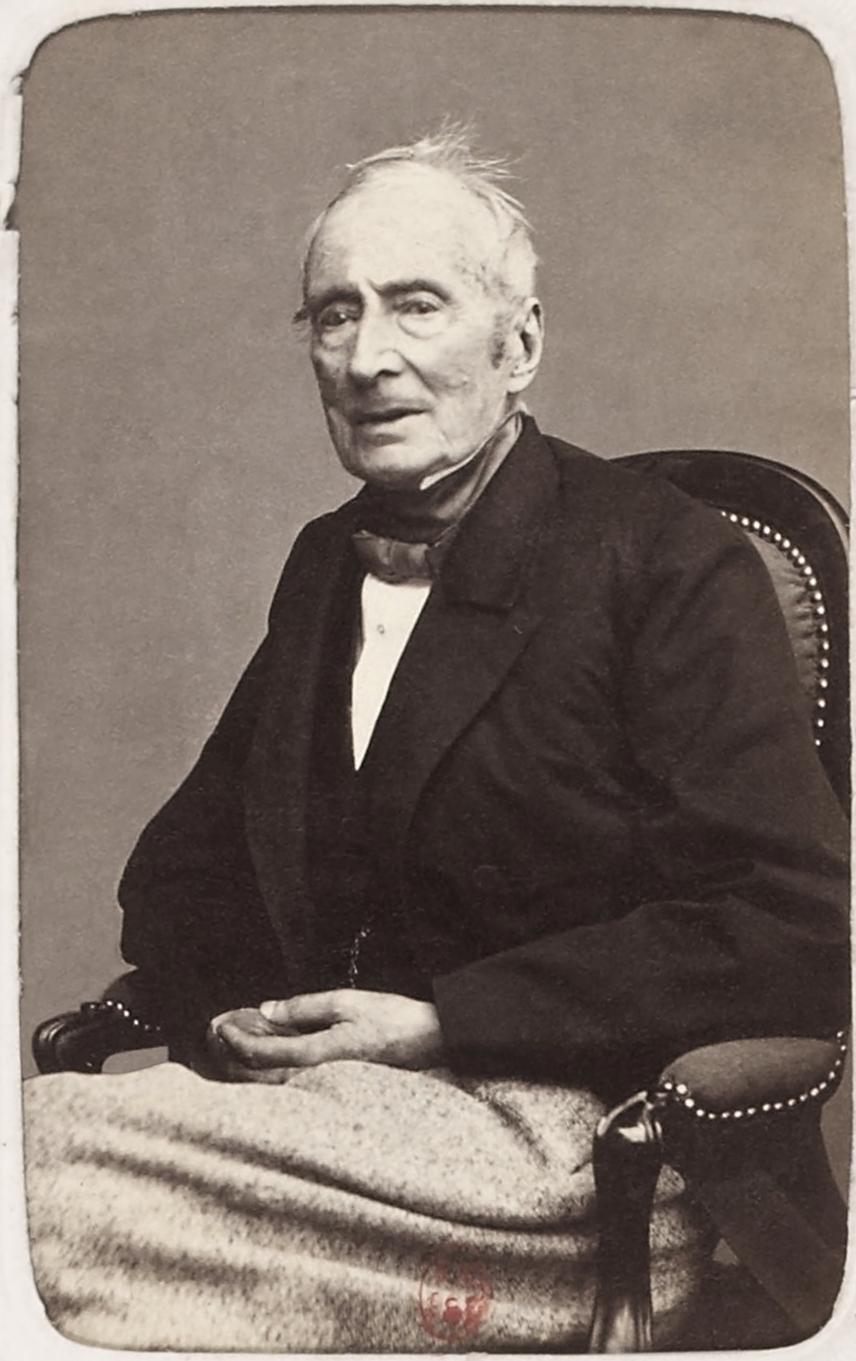
Alphonse de Lamartine, ca. 1865

Im Jahr 1867 machte Lamartine, seit 1863 verwitwet und durch Krankheit geschwächt, seinen Frieden mit dem Regime des Zweiten Kaiserreichs (Napoléon III.) und akzeptierte eine staatliche Pension sowie eine kostenlose Wohnung von der Stadt Paris.
Sein autobiografischer Liebesroman Graziella (konzipiert 1844, publiziert 1849 als Teil der Confidences und ab 1852 als selbständiges Buch) wurde erst nach Lamartines Tod erfolgreich, immer wieder neu aufgelegt sowie zu einem Theaterstück, drei Opern und schließlich auch zwei Filmen verarbeitet.

## Rezeption
In Frankreich zählt der Lyriker Lamartine unbestritten zu den Großen der Romantik. Seine jahrzehntelange Verbindung literarischer und politischer Aktivität hat dazu beigetragen, dass der Typ des auch in der Praxis politisch engagierten Autors in Frankreich geschätzt wird und häufig in Erscheinung tritt. Im deutschsprachigen Raum scheint Lamartine kaum bekannt.

## Werke

### Deutsche Ausgaben
- 1824: Der Tod des Sokrates. Ein Gemælde nach dem Französischen des Herrn v. Lamartine. F. Kaufmann’s Witwe (Google)
- 1826: Auserlesene Gedichte von Alphonse de Lamartine. Metrisch übersetzt von Gustab Schwab. Mit beigefügtem französischem Texte. Stuttgart – Tübingen: J.G. Cotta (Google)
- 1826: Johann Gabriel Seidl: Lieder der Nacht. Elegieen aus Alfons von Lamartine. Die Deutung. Wien: J.P. Sollinger (Google)
- 1831: Poetische und religiöse Harmonieen. Aus dem Französischen übersetzt. 2 Teile. München: Joseph Rösl (Google: Band I – Band II)
- 1835: Alphons von Lamartine’s Reise in den Orient in den Jahren 1832 und 1833. Erinnerungen, Empfindungen, Gedanken und Landschaftsgemälde. Uebersetzt von Gustav Schwab und Franz Demmler. 3 Bände. Stuttgart: J.B. Metzler (Google: Band I – Band II – Band III)
- 1839–1843: A. von Lamartine’s sämmtliche Werke. Üb. G. Herwegh. 6 Bände. Stuttgart: L.F. Rieger & Comp.
  - Band I: Ueber die Bestimmung der Poesie. Erste poetische Betrachtungen. Neue poetische Betrachtungen. Vermischte Gedichte (Google)
  - Band II: Erinnerungen, Empfindungen, Gedanken und Naturgemälde, während einer Reise in den Orient in den Jahren 1832 und 1833, oder Bemerkungen eines Reisenden Teil I (Google)
  - Band III: Erinnerungen, Empfindungen, Gedanken und Naturgemälde, während einer Reise in den Orient in den Jahren 1832 und 1833, oder Bemerkungen eines Reisenden Teil II (Google)
  - Band IV: Erinnerungen, Empfindungen, Gedanken und Naturgemälde, während einer Reise in den Orient in den Jahren 1832 und 1833, oder Bemerkungen eines Reisenden Teil III (Google)
  - Band V: Jocelyn  (Google)
  - Band VI: Der Fall eines Engels. Episode. Uebersetzt von Gustav Diezel (Google)
- 1847: Geschichte der Girondisten. Aus dem Französischen. 8 Bände. Leipzig: Brockhaus & Avenarius (Digitalisate: Band I – Band II – Band III – Band IV – Band V – Band VI – Band VII – Band VIII)
- 1849: Geschichte der Februar-Revolution in Frankreich nach Alphons de Lamartine. Leipzig: Carl B. Lorck (= Historische Hausbibliothek Band 12) (Google)
- 1854–1855: Geschichte der Türkei. Deutsch von Johannes Nordmann. 8 Bände. Wien: J.B. Wallishausser (Google: Band I/II – Band III/IV – Bände V/VIII)
- 1859: Der Steinhauer von Saint-Point. Ländliche Erzählung. Leipzig: Voigt & Günther (Google)

### Originalausgaben
- Saül (1818)
- Méditations poétiques (1820, anonym erschienen, erweiterte Fassung 1841)
- Nouvelles Méditations (1823)
- Harmonies poétiques et religieuses (1830)
- Sur la politique rationnelle (1831)
- Voyage en Orient (1835), 4., verb. Aufl. Stereotyp-Ausg. 1848 (Digitalisat)
- Jocelyn (1836)
- La chute d’un ange (1838)
- Recueillements poétiques (1839)
- Histoire des Girondins (1847)
- Histoire de la révolution de 1848 (1849)
- Raphaël (1849)
- Confidences (1849–51); darin 1849 enthalten Graziella
- Geneviève, histoire d’une servante (1851)
- Le Tailleur de pierre de Saint-Point (1851)
- Graziella (1852); erste separate Publikation
- Les visions (1853)
- Histoire de la Turquie (1854)
- Cours familier de littérature (1856–1869)
- La Vigne et la Maison (1857)

### Gesammelte Werke (frz.)
- Oeuvres de Lamartine de l’Académie française. Paris 1840 Volltext in der Google-Buchsuche
- Poésies de V. Hugo, de Lamartine, de Delavigne et de Béranger |anthologie dédiée à la jeunesse. Graeser Charles, Hugo Victor, 1845, Marienwerder: Levysohn Verlag